# Wenglor Gruppe
Die Wenglor Gruppe ist eine Unternehmensgruppe mit Sitz in Tettnang und wird von der Baur GmbH & Co. KG, Tettnang geführt. Die Unternehmen der Gruppe stellen Sensoren sowie Sicherheits- und Bildverarbeitungssysteme her und vertreiben sie.

## Geschichte

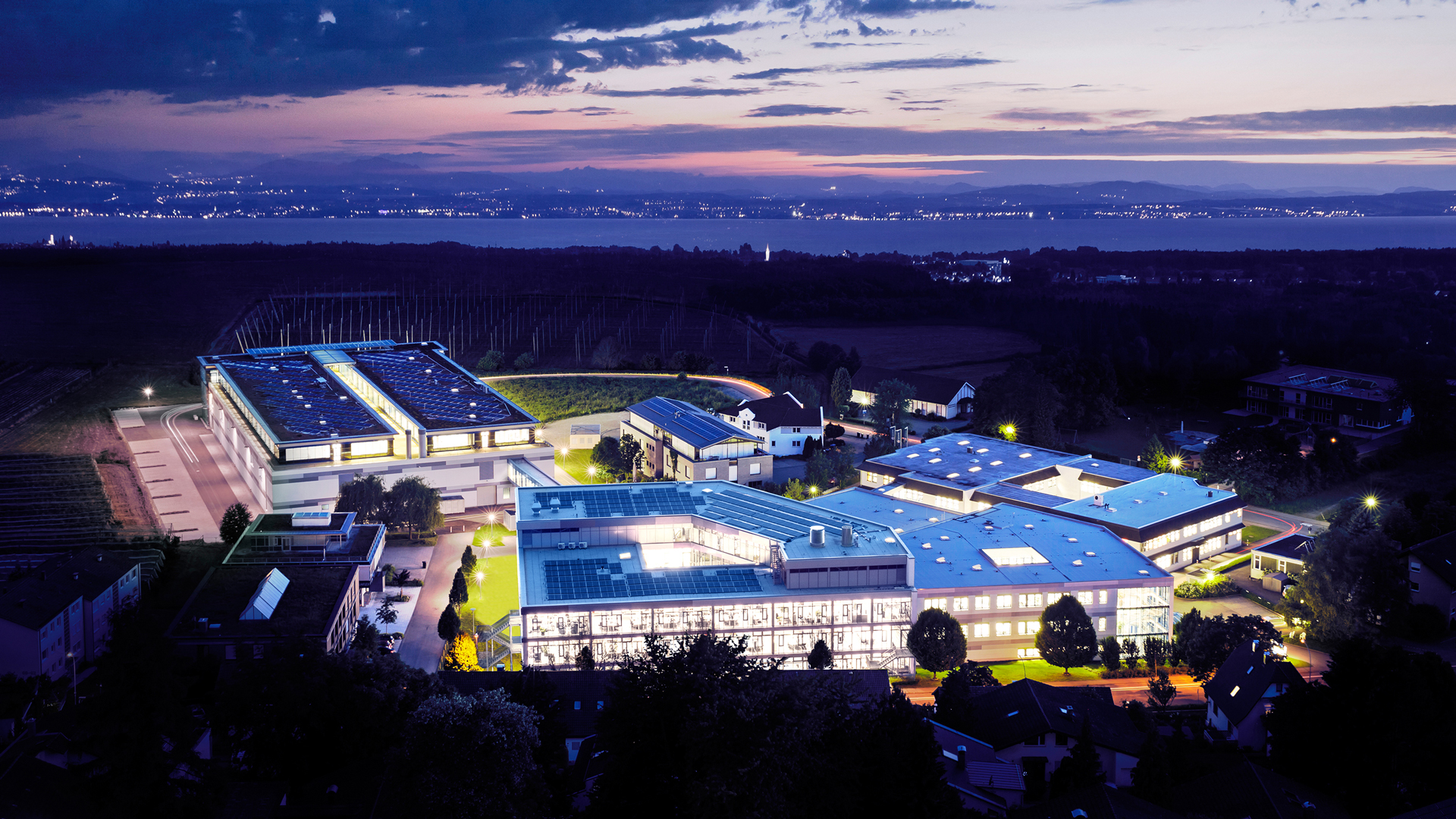
wenglor sensoric Tettnang

### Vorgängerunternehmen
Dieter Baur, Gründer der Wenglor Gruppe, sah 1983 eine Marktlücke im Bereich der optoelektronischen Sensoren. Zunächst entwickelte er diese in seinem Dachboden, bis die Erfindung eines berührungslosen Sensors für Toilettenspülungen dazu führte, dass er erstmals ein regelmäßiges Einkommen erwirtschaftete. Für den Vertrieb und die weitere Produktion tat sich Baur 1985 mit Friedrich Wenglorz zusammen. Wenglorz war bereits seit 1973 Geschäftsführer der Industrie-Elektronik Mintard Gesellschaft mit beschränkter Haftung gewesen, die 1982 in Wenglorz Sensoric umbenannt wurde. 1984 wurde der Unternehmenssitz nach Tettnang am Bodensee verlegt und das Unternehmen schließlich, nachdem Friedrich Wenglorz ausgeschieden war, in Wenglor Sensoric GmbH umbenannt.
Das erste Patent für einen Reflektionslichtsensor reichte das Unternehmen 1988 ein. Im Jahr darauf vernichtete ein Brand große Teile des Firmensitzes in Tettnang-Germertsweiler. Daraufhin wurde ein neuer Unternehmenssitz im Ortsteil Oberhof bezogen. Wenglor hatte zu diesem Zeitpunkt rund 50 Arbeitnehmer, bis zum Jahr 1994 verdoppelte sich die Zahl der Mitarbeiter. Bis zum Ende der 90er-Jahre entwickelte Wenglor seinen K-Sensor, der aufgrund seiner geringen Größe nur wenig Platz benötigte und seitdem in verschiedenen Industriebereichen wie Logistik und Verpackung eingesetzt wird.

### Expansion und neue Unternehmensstruktur
1997 wurde die erste Tochtergesellschaft außerhalb Europas in den USA gegründet. Im rumänischen Sibiu entstand im Jahr 2002 ein zweiter Produktionsstandort, der 2017 erweitert wurde. Auf rund 5000 Quadratmetern wurden dort neben der Entwicklungsabteilung auch ein Testlabor und eine Fertigungslinie für Sensoren untergebracht. 2007 wurde ein neuer, vergrößerter Standort in Tettnang bezogen, mit 5200 Quadratmetern Nutzfläche und einem 1500 Quadratmeter großen Hochregallager mit einer Gesamtinvestition von rund 9 Millionen Euro.
2008 bekam die Unternehmensgruppe eine Holdingstruktur. Im Jahr 2016 übernahm die Dachgesellschaft der Holding, die Baur GmbH und Co. KG, sämtliche Geschäftsanteile der operativen Wenglor sensoric optische Geräte GmbH. 2010 traten Fabian und Rafael Baur in die Unternehmensführung ein, 2018 erfolgte der Übergang ihres Vaters Dieter Baur in den Ruhestand. Zwischenzeitlich übernahm Wenglor das Tettnanger Unternehmen AFM Sensorik GmbH (2012) sowie die MEL Mikroelektronik GmbH in München (2013). Im Jahr 2015 folgte die Gründung von zwei Tochtergesellschaften in Malaysia und Brasilien.
2021 wurde das schottisch-französische Unternehmens TPL Vision übernommen, das sich auf die Entwicklung von LED-Beleuchtung für die industrielle Bildverarbeitung konzentriert. Im Dezember desselben Jahres überschritt Wenglor erstmals die Jahresumsatzmarke von 100 Millionen Euro. Im September 2023 wurde nach rund zwei Jahren Bauzeit eine neue, rund 10.000 Quadratmeter große Entwicklungs- und Produktionsanlage für das Tochterunternehmen Wenglor MEL in Unterschleißheim in Betrieb genommen, die den vorherigen Standort Eching ersetzte.

## Konzernstruktur
Kern der Unternehmensgruppe ist die Holding Baur GmbH & Co. KG. Deren Komplementärin ist die Baur Verwaltungs GmbH. Alleinige Gesellschafterin der Baur Verwaltungs GmbH ist wiederum die Baur GmbH & Co. KG. Die wichtigste operativ tätige Gesellschaft ist Wenglor sensoric elektronische Geräte GmbH, Tettnang, die auch als Muttergesellschaft weiterer Konzerngesellschaften fungiert und verschiedene Funktionen für die gesamte Holding ausübt.
Wenglor erwirtschaftete 2023 einen Umsatz von 115 Millionen Euro und beschäftigte 494, in der gesamten Unternehmensgruppe 1100 Mitarbeiter.
Gesellschaften unter der Holding sind unter anderem:
- Wenglor sensoric elektronische Geräte GmbH, Tettnang
- Wenglor sensoric elektronische Geräte GmbH, Linz (1993 gegründete österreichische Vertriebstochter)
- Wenglor Sensortechniek B. V., Putten
- Wenglor fluid GmbH, Tettnang (bis 2013 AFM-Sensorik)
- Wenglor MEL GmbH, Unterschleißheim (bis 2023 in Eching)
- Wenglor Deevio GmbH, Berlin
- Wenglor sensoric (Thailand) Co., Bangkok.[1]

## Geschäftstätigkeit
Neben der klassischen Sensorik ist die Bildverarbeitung ein Schwerpunkt der Geschäftstätigkeit. In beiden Bereichen werden sowohl Forschung und Entwicklung als auch Produktion und Vertrieb innerhalb des Konzerns abgewickelt. Seit dem Jahr 2021 ist erstere im Unternehmensteil Wenglor sensoric elektronische Geräte gebündelt und letztere bei Wenglor MEL. Die Produktionsstandorte in Tettnang, Unterschleißheim und Sibiu stellen folgende Produkte her:
- Optoelektronische Sensoren
- Ultraschallsensoren
- Induktive Sensoren
- 2D-/3D-Profilsensoren
- Bildverarbeitungssensoren
- Barcodescanner
- Fluidsensoren
- Sicherheitstechnik
- RFID für Industrieanwendungen
- Software
- Maschine Vision (Software, Controller, Cameras)
- Anschlusstechnik
- Netzwerk- und Feldbuskomponenten
- Auswertetechnik

### Branchen
Abnehmer sind vor allem Industrieunternehmen aus verschiedenen Branchen: Dazu gehören Automobil- und Lebensmittelkonzerne, Pharmaunternehmen und Maschinenbauer ebenso wie Unternehmen aus dem Bereich der Fördertechnik sowie der Getränke-, Holz-, Elektro-, Papier-, Kunststoff-, Textil- und Verpackungsindustrie. Kein einzelner Kunde steht für mehr als 2 Prozent des Konzernumsatzes. Die Konzerngesellschaften ohne eigene Produktionskapazitäten dienen vor allem dem Vertrieb der Produkte in der jeweiligen Arbeitsregion.

### International
Wenglor beliefert rund 55.000 Kunden in rund 45 Ländern weltweit. Die Produkte werden im Ausland überwiegend über mehr als 25 eigene Tochtergesellschaften beziehungsweise nahestehende Unternehmen in Europa, Asien, Nord- und Südamerika vertrieben.

## Engagement

### Sponsoring
Wenglor tritt im Bereich Sport als Sponsor auf. 2008 unterstützte das Unternehmen ein Team vom Montfort-Gymnasium Tettnang bei seiner Teilnahme am Robocup German Open. Mehrere Jahre lang war Wenglor Sponsor der blinden Langläuferin und Biathletin Verena Bentele. Nachdem Bentele 2011 ihre Karriere im Hochleistungssport beendet hatte, übernahm Wenglor das Sponsoring für die Tettnanger Karatesportlerin Sabina Avdic. 2017 spendete Wenglor neues Equipment für den Unihockey-Schulsport am Bildungszentrum Parkschule. Weiter unterstützte das Unternehmen 2021 einen Spendenlauf mit karitativem Zweck in Tettnang, der von drei ansässigen Sportvereinen veranstaltet wurde. 2023 stattete das Unternehmen das Snowteam des SSC Tettnang mit neuen Skianzügen aus.

### Soziales Engagement
Wenglor veranstaltet gemeinsam mit dem Ortsverein Tettnang des Deutschen Roten Kreuzes seit 2010 regelmäßig Blutspendeaktionen für seine Mitarbeiter. 2012 war das Unternehmen zudem Mitbegründer der Bürgerstiftung Bürger für Tettnang, die finanzielle Soforthilfe für Menschen aus Tettnang leistet, die in Not geraten sind. Wenglor unterstützte außerdem mehrfach den Verein Urmel Kinderkrebshilfe mit Spenden. In der „weUrmel-Spendenchallenge 2022“ etwa sammelten das Unternehmen und seine Mitarbeiter 11.000 Euro für den Verein. Im Jahr 2024 stattete Wenglor ferner das lokale Jugendrotkreuz mit neuen Einsatzjacken aus. Ebenfalls 2024 unterstützte das Unternehmen die Realschule Tettnang bei der Neugestaltung ihres Pausenraums.

## Auszeichnungen
- 2011: Axia Award für unternehmerische Leistungen[35]
- 2017 Top-100-Siegel: Auszeichnung als Innovationsführer des Mittelstands (Platz 2 unter 200 Unternehmen)[36]
- 2025 Red Dot Design Award in der Kategorie „Product Design“ für seine induktiven Ringsensoren[37]